# KAI (1982年生の歌手)
KAI（カイ、1982年3月1日 - ）は、日本の音楽家。神奈川県鎌倉市生まれ、鎌倉育ち。血液型A型。身長180cm。ケイダッシュステージに所属していた。

## 来歴
アメリカ人の父と日本人の母との間に生まれる。父と兄の影響で14歳からギターを始める。2001年、ボストンのバークリー音楽院に入学。2004年、同学院Professional Music科卒業。
2002年Gibson Jazz Guitar Contest バンド部門 優勝。
帰国後は様々なアーティストのサポートを中心に活動。2006年からボーカリストとして活動。東京・神奈川を中心にLIVEをおこなっている。
2009年6月17日、1st Album『Harbor Lights』でメジャーデビュー。
ナカムラヒロシ（i-dep/Sotte Bosse）をサウンドプロデューサーとして迎え、2010年7月7日 2nd Album『Feelin' This Way』をリリース。

## 人物
中学校入学時、ブラスバンド部のデモ演奏を見て「ドラムがカッコイイ！」と思い入部。パーカッションを担当。
自身もパンクバンドを組んで、ドラムを担当。しかし、「ドラムの練習を家でするのはうるさい！！」と父から反対され断念。
父が趣味でギターを弾くこともあり、自宅にはギターが身近にあった。そんな時、父の友人がギターでエリック・クラプトンの「tears in heaven」を教えてくれたことがきっかけでギターを始める。当時ヘヴィメタルが好きだった兄の影響もある。
バークリー音楽院時代は、メトロノームを持ち歩いてずっと聞いているほどの、リズム/グルーヴな音楽漬けの毎日だったとのこと。
留学時、音楽以外でハマッたことは、ダンキンドーナツのフレンチバニラコーヒーで、1日3杯までと決めていたほど。フレンチバニラコーヒーを持っていない時は、友人から「体調悪いの？」と言われるほどだったらしい。帰国後は、ダンキンドーナツのお店が見つからず、新しくハマッったのが『微糖の缶コーヒー』で、今はフレンチバニラコーヒーに代わり、常に微糖の缶コーヒーを持っているらしい。

## ディスコグラフィ

### アルバム
| 枚  | 発売日        | タイトル         | 規格番号   |
| --- | ------------- | ---------------- | ---------- |
| 1st | 2009年6月17日 | Harbor Lights    | TECG-20022 |
| 2nd | 2010年7月7日  | Feelin' This Way | TECG-20037 |
| 3rd | 2011年6月1日  | A Night Flight   | TECG-20046 |

## 出演

### ラジオ
| 放送局     | 番組名       | 放送時間            |
| ---------- | ------------ | ------------------- |
| FMyokohama | KAIの6弦横丁 | 金曜日25:30 - 26:00 |